# Big data
Big data er et begreb indenfor datalogi, der bredt dækker over indsamling, opbevaring, analyse, processering og fortolkning af enorme mængder af data. Som mange andre IT-ord har big data ingen dansk oversættelse.
Rammerne for big data har gennem årene rykket sig kraftigt. Man har således bevæget sig fra en opfattelse af gigabyte data som værende store datamængder, til at man i 2012 snakkede om petabyte og exabyte som store mængder. Tendensen i retning af større datasæt har grundlag i muligheden for at trække supplerende information fra analyse af et enkelt sæt af stor mængde sammenhængende data, i sammenligning med adskilte, mindre sæt med den samme totale mængde data, der giver mulighed for at finde sammenhænge så man kan "spotte forretningstrends, fastslå forskningskvalitet, forebygge sygdomme, sammenholde juridiske citater, bekæmpe kriminalitet og holde øje med trafikforhold i realtid."
Videnskabsmænd møder ofte begrænsninger som følge af store datasæt; sådanne områder kan inkludere meteorologi, genetik, komplekse fysiske simulationer og biologisk og miljømæssig forskning.
I 2012 produceredes der på internettet enorme mængder af data, for eksempel via sociale tjenester som Facebook og Flickr.
Big data produceres ofte i real-tid, af f.eks. GPS-enheder og digitale sensorer som er indlejret i biler, sygehusudstyr mm.
Man kan også have big data, som man ikke selv har en kopi af, men blot adgang til via API'er.

## Kendetegn
Da "big data" oversat betyder "stor data" er det nærliggende at karakterisere big data som området der beskæftiger sig med store datamængder. Der er dog flere eksperter der argumenterer for at det ikke blot er størrelsen af datamængde der er afgørende for paradigmet omkring big data. Viktor Mayer-Schönberger og Kenneth Cukier fremdrager tre karakteristikker: At man er i stand til at analysere store datamængder frem for blot en stikprøve; at man er villig til at håndtere data som er rodet og ikke nødvendigvis eksakte; og at man ser efter korrelation frem for kausalitet.
Andre har karakteriseret big data ved tre v'er: "Velocity" (hurtighed i behandlingen af data), "Volume" (størrelsen af data) og "Variety" (forskelligartethed i data).

## Håndtering af big data
Når man arbejder med store mængder af heterogene data (big data), er det ofte at det traditionelle SQL-databaseparadigme ikke kan løse opgaven. Dels fordi man ikke kan lave en model, der kan rumme alle datas egenskaber, og dels skalerer de ikke til den enorme mængde data. Derfor håndterer man ofte big data i NoSQL databaser. Grundlæggende vælger man en type af database som understøtter, analyse af data på en bestemt måde. F.eks. vælger sociale netværk ofte at gemme informationer om hvem der er "venner" med hvem, i såkaldte grafdatabaser. Har man mange semistrukturerede informationer, vælger man ofte en såkaldt dokumentdatabase.